# 御所駅
御所駅（ごせえき）は、奈良県御所市JR御所駅前通りにある、西日本旅客鉄道（JR西日本）和歌山線の駅である。
明治時代の創建当初の駅舎がそのまま残っており、御所町一帯の貴重な文化的景観をつくる構成要素の一つ。

## 歴史
- 1896年（明治29年）5月10日：南和鉄道が高田駅 - 葛駅（現在の吉野口駅）間で開業した際に設置[2][3]。
- 1904年（明治37年）12月9日：南和鉄道の路線を関西鉄道が承継し、同社の駅となる[2]。
- 1907年（明治40年）10月1日：関西鉄道が鉄道国有法により国有化され、帝国鉄道庁の駅となる[2][3]。
- 1909年（明治42年）10月12日：線路名称が制定され、和歌山線の所属となる[2]。
- 1980年（昭和55年）10月1日：貨物の取り扱いを廃止[3]。
- 1984年（昭和59年）2月1日：荷物扱い廃止[3]。
- 1987年（昭和62年）4月1日：国鉄分割民営化により、西日本旅客鉄道の駅となる[2][3]。
- 2002年（平成14年）4月1日：簡易委託駅となる[4]。当初は無人駅となる予定だったが、市がJRと交渉。市シルバー人材センターの会員が配置され[4]、現在に至っている。
- 2017年（平成29年）：御所市が駅西側に駅舎を新設する方針を決定する[6]。
- 2018年（平成30年）
  - 3月17日：ICカード「ICOCA」の利用が可能となる[7]。ICカード専用簡易改札機で対応。
  - 3月27日：ICカード乗車券専用の西口改札が2番のりばに開設[8]。

## 駅構造

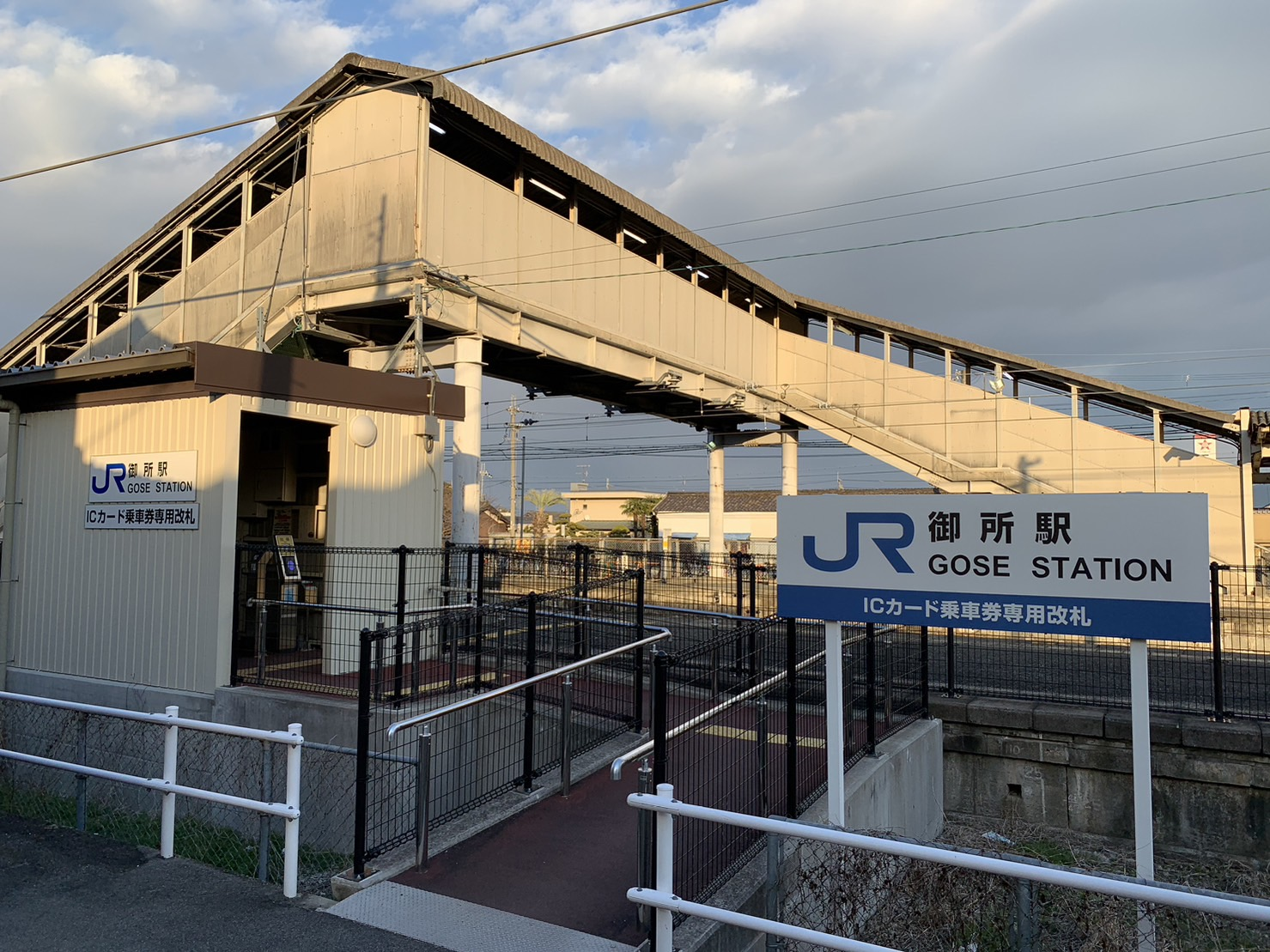
西口（2022年12月）

相対式ホーム2面2線を有する地上駅。もともと単式・島式の複合型2面3線のホームを持つ地上駅であったが、現在は1線が外されている。駅本屋側が1番（下り）のりば、跨線橋を渡って反対側が2番（上り）のりばである。
王寺駅が管理している簡易委託駅である。自動券売機・簡易ICOCA改札機が設置されている。

### のりば
| のりば | 路線     | 方向 | 行先           |
| ------ | -------- | ---- | -------------- |
| 1      | 和歌山線 | 下り | 五条・橋本方面 |
| 2      | 和歌山線 | 上り | 高田・王寺方面 |

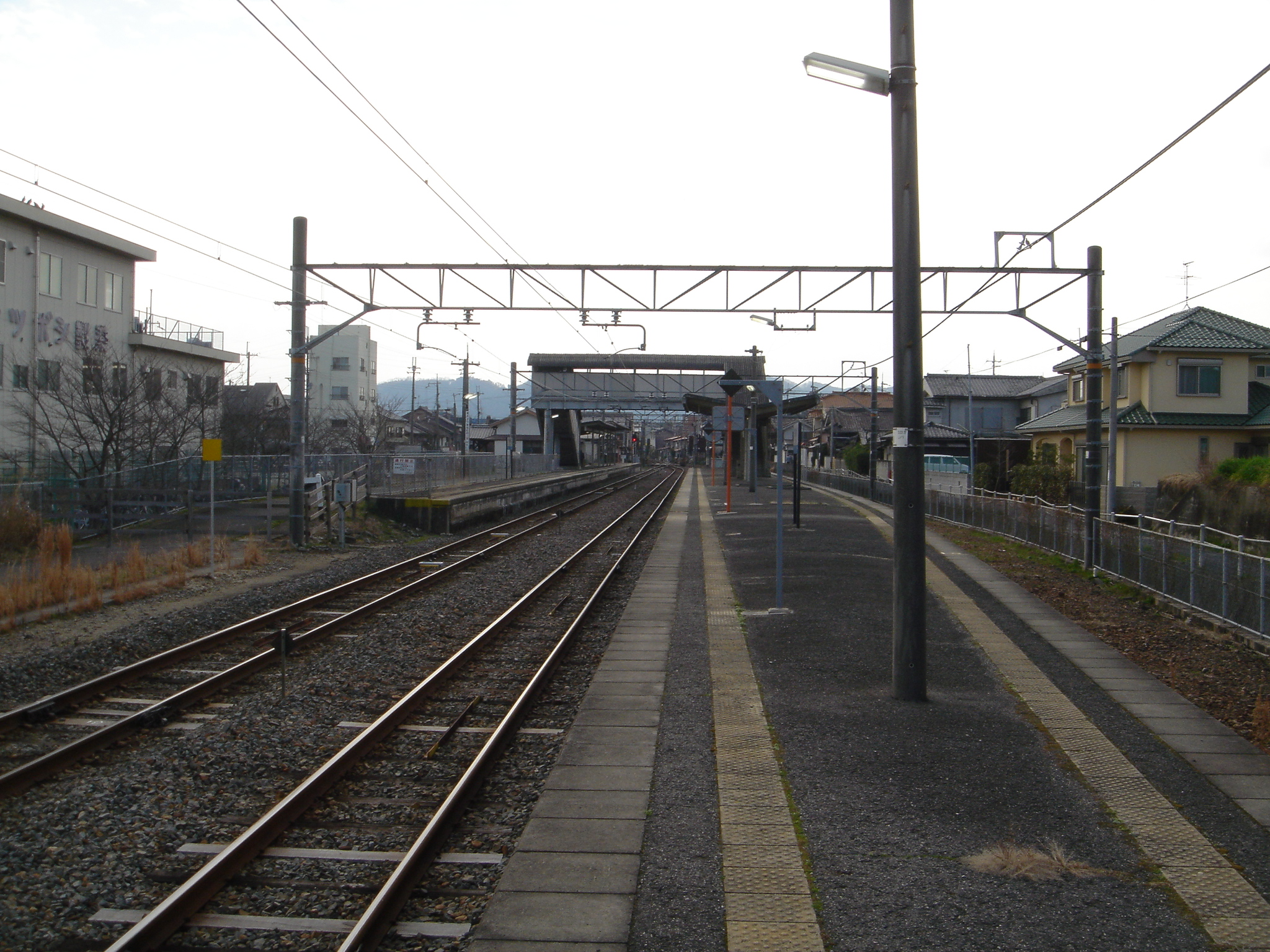
ホーム（2007年3月）

## 利用状況
JR西日本の移動等円滑化取組報告書によれば、2023年度の1日平均乗降人員は1,186人。「奈良県統計年鑑」によると、1日の平均乗車人員は以下の通りである。
| 年度   | 1日平均 乗車人員 |
| ------ | ---------------- |
| 2005年 | 699              |
| 2006年 | 679              |
| 2007年 | 683              |
| 2008年 | 630              |
| 2009年 | 604              |
| 2010年 | 586              |
| 2011年 | 566              |
| 2012年 | 565              |
| 2013年 | 588              |
| 2014年 | 579              |
| 2015年 | 589              |
| 2016年 | 606              |
| 2017年 | 580              |
| 2018年 | 572              |
| 2019年 | 577              |
| 2020年 | 493              |

## 駅周辺
駅の南東には、昔ながらの街並が広がる。
- 近鉄御所駅（近鉄御所線） - 徒歩5分圏内
- 御所市役所 - 最寄り駅。近鉄御所駅よりもこちらが近い。
- 御所市文化ホール
- 御所市立図書館
- 日本郵便 御所郵便局
- 日本郵便 御所大正郵便局
- 葛城公園
- 御所警察庁舎（旧・御所警察署）
  - 近鉄御所駅前交番
- 御所市立御所小学校
- 御所市立御所中学校
- 奈良県立青翔中学校・高等学校
- 済生会御所病院
- 鴨都波神社

## 隣の駅
西日本旅客鉄道（JR西日本）
 和歌山線
■快速（大和路線直通）・■普通
大和新庄駅 - 御所駅 - 玉手駅